# Famille de Cerjat
La famille de Cerjat est une ancienne famille seigneuriale originaire du pays de Vaud, attestée depuis la fin du XIIIe siècle. Elle est inféodée au Saint-Empire romain germanique depuis la remise de ses lettres d'armoiries et de reconnaissance de noblesse par l'empereur Sigismond en 1415,,.
Au XVIIIe siècle, elle se divise en deux branches : celle des seigneurs de Denezy et Mézières, branche aujourd'hui éteinte, et celle des seigneurs de Bressonnaz et Syens, branche suisso-britannique encore représentée aujourd'hui.

## Histoire

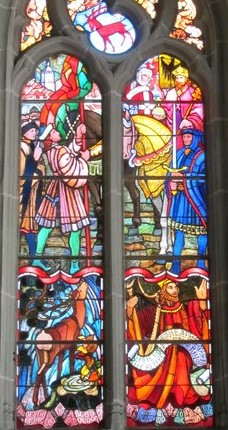
Vitrail de l'église St-Étienne de Moudon - allégeance du seigneur Rodolphe Cerjat à l'Empereur Sigismond accompagné d'Amédée VIII.

### XVesiècle-XVIIesiècle
Au XVe siècle, la famille de Cerjat est une famille noble du Saint-Empire romain germanique. Humbert Cerjat, bailli du Pays de Vaud, est ambassadeur de Yolande de France, duchesse de Savoie, et de Charles le Téméraire, duc de Bourgogne, auprès de la Confédération des VIII cantons,.
Au début du XVIe siècle, Pierre Cerjat, seigneur de Combremont et Syens, et Jacques Cerjat, seigneur de Denezy, sont conseillers ducaux de Charles II de Savoie. En 1530, Pierre s'oppose au siège de Genève par la ligue des chevaliers de la Cuiller et mène ses troupes broyardes au secours de la ville aux côtés des armées confédérées.
Avec l'entrée du Pays de Vaud dans la Confédération suisse en 1564 (traité de Lausanne), la famille de Cerjat devient suisse,.
En 1587, Philippe Cerjat, seigneur de Denezy et Allaman, banneret, châtelain et lieutenant-baillival de Moudon, est à la tête du contingent vaudois lors de l’assaut des troupes confédérées protestantes à Mulhouse.
La famille de Cerjat est confirmée par Leurs Excellences de Berne en 1614 et entre dans la noblesse patricienne bernoise. Elle adopte la particule formellement à partir du XVIIe siècle.
Le 18 novembre 1663, Jean-Philippe de Cerjat, seigneur de Denezy, fait partie de la délégation bernoise menée par Anton von Graffenried, dans le cadre de l'ambassade réunissant deux-cent suisses qui se rendent à Paris auprès de Louis XIV pour renouveler le traité de paix entre la France et la Confédération.
Nicolas de Cerjat, seigneur de Rochefort, capitaine suisse du Grand Électeur, meurt le 6 décembre 1672 à Darmstadt durant la guerre de Hollande. Mathieu de Cerjat est tué le 27 juillet 1684 au siège de Gérone dans l'offensive des troupes suisses venues en renfort du marquis de Bellefonds (guerre des Réunions).
Au XVIIe siècle, la famille de Cerjat compte trois branches : les seigneurs de Denezy, d’Allaman et de Lignerolle, les deux dernières s'éteignant au XVIIIe siècle.

### XVIIIesiècle- aujourd'hui
Au XVIIIe siècle, les Cerjat participent aux campagnes militaires de la Confédération des XIII Cantons. En 1712, le colonel Pierre Gabriel de Cerjat s’engage aux côtés du général bernois von Diesbach durant la guerre du Toggenburg, où il est tué à la bataille de Villmergen à la tête du bataillon de Moudon,,. La famille reçoit la bourgeoisie de Berne en 1793.
Au XVIIIe siècle, la branche de Denezy se divise en deux branches : celle des seigneurs de Denezy et Mézières, branche éteinte au XIXe siècle, et celle des seigneurs de Bressonaz et Syens, branche suisso-britannique encore représentée aujourd'hui.
La famille de Cerjat devient suisso-britannique en 1754 quand Jean-François Maximilien de Cerjat, fils de Sigismond de Cerjat et Sabine d'Herwart, est naturalisé britannique par décret de George II, roi de Grande-Bretagne et prince-électeur du Saint-Empire romain germanique,,. Il est nommé High Steward de Louth.
Les cinq fils de Jean-François Maximilien naissent en Angleterre et servent comme officiers supérieurs dans l'armée britannique, principalement comme commandants de régiments de cavalerie : Lt. Col. George John de Cerjat (1755-1801) du 1st King's Dragoon Guards ; Lt. Col. Henry Andrew de Cerjat (1758-1835) du Inniskilling Dragoons ; Lt. Col. William Paul de Cerjat (1764-1814) du Royal Horse Guards ; Lt. Rowland Alexander de Cerjat (1766-1782) de la Royal Navy, tué à la bataille des Saintes ; et Lt. Col. Charles Sigismund de Cerjat (1772-1848) du 1st Royal Dragoons.
À la fin de leurs carrières militaires, après s'être distingués durant les guerres de la Première Coalition et de la Deuxième Coalition, Henry Andrew, William Paul et Charles Sigismund de Cerjat s’établissent avec leurs familles à Lausanne, en Suisse. Leurs régiments reçoivent les honneurs de bataille à Beaumont le 26 avril 1794 et à Willems le 10 mai 1794.
Au XXe siècle, la famille de Cerjat est représentée par la descendance de Charles Sigismund et Mary Augusta de Cerjat, née Weston, en Suisse, en France, au Royaume-Uni et au Brésil. Aujourd'hui, elle est principalement représentée en Suisse.

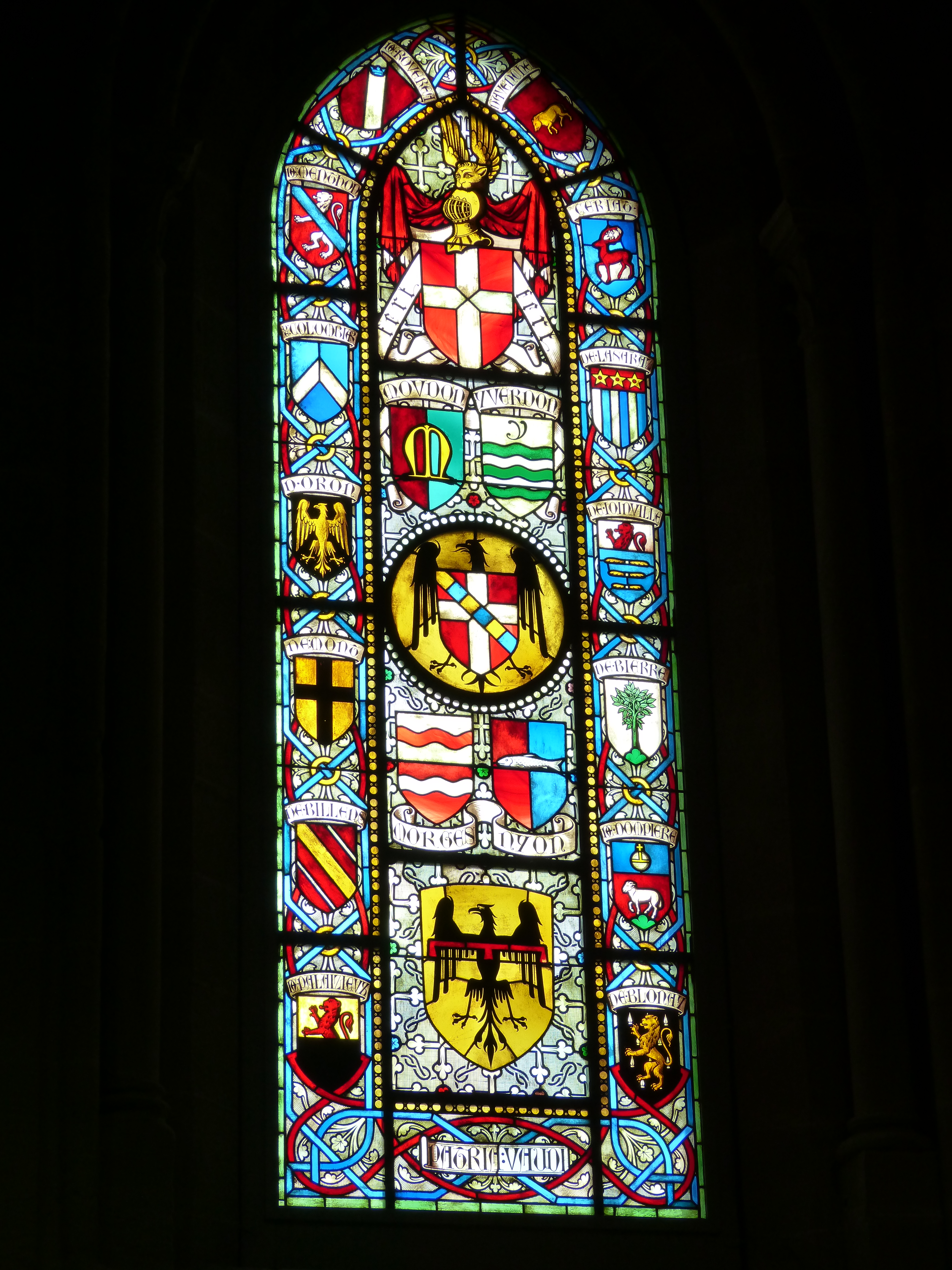
Vitrail de la Cathédrale de Lausanne Armoiries de la noblesse vaudoise au XVe siècle - maison de Cerjat sur la bordure, en pied d'ogive en haut à droite.
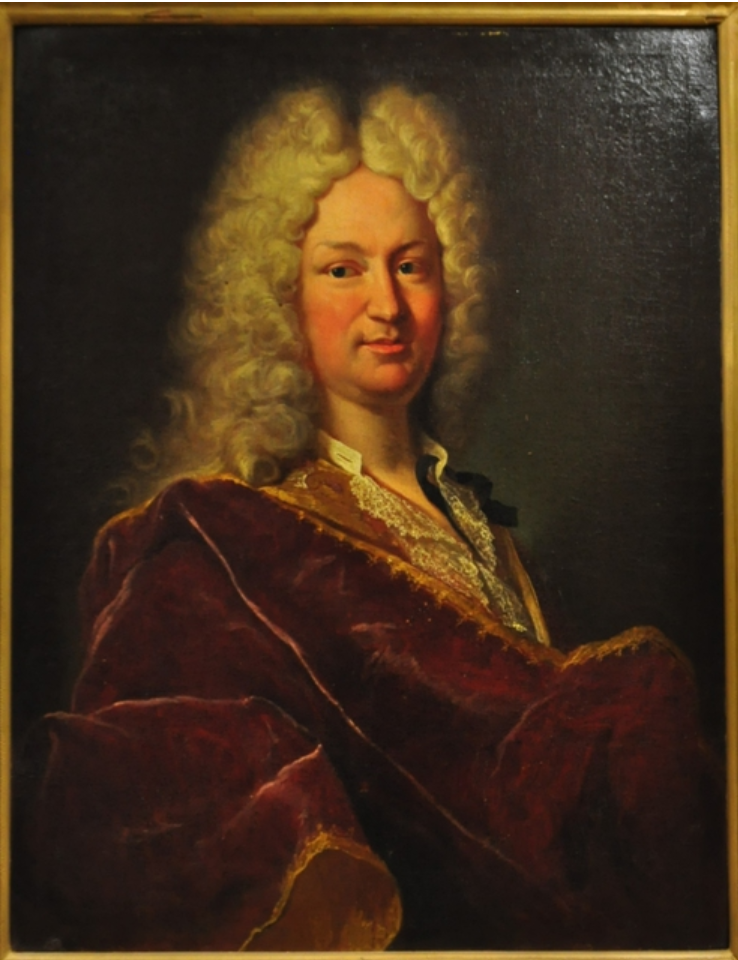
Michel-Frédéric de Cerjat (1689-1724) Seigneur de Denezy et Mézières, lieutenant-baillival et châtelain de Moudon.
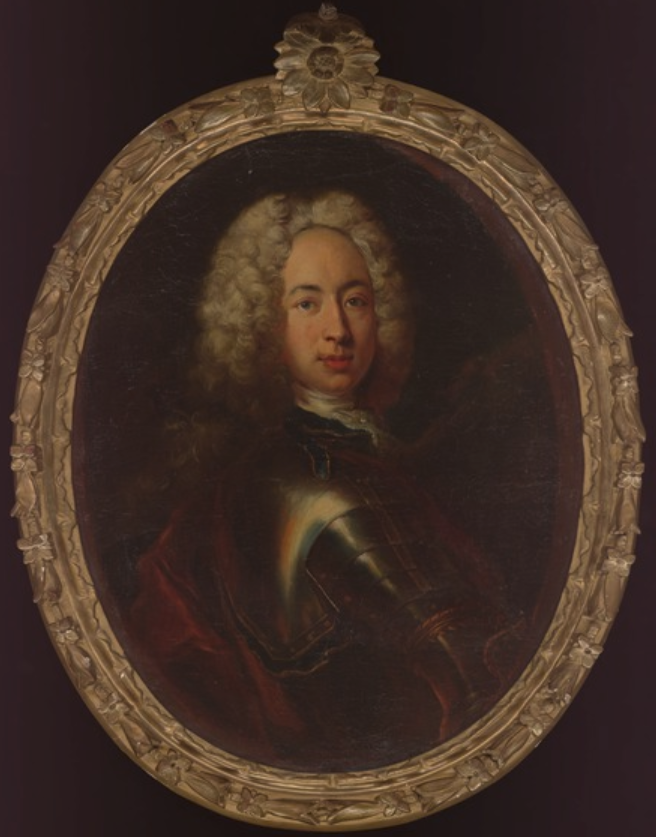
Sigismond de Cerjat (1690-1753) Seigneur de Bressonaz et Syens, succède à son frère Michel-Frédéric en tant que lieutenant-baillival et châtelain de Moudon.
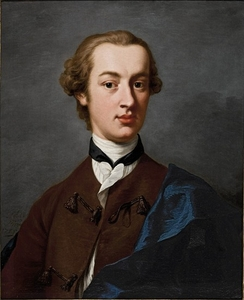
Jean-François Maximilien de Cerjat (1729-1802) Fils de Sigismond de Cerjat et Sabine d'Herwart, fille du baron d'Herwarth, ambassadeur d'Angleterre en Suisse.

## Personnalités
- Humbert de Cerjat (avt. 1415-1487), seigneur de Combremont, de Denezy et de la Molière, bailli de Vaud, gouverneur militaire et ambassadeur de Yolande de France, duchesse de Savoie, durant les guerres de Bourgogne, armé chevalier par Charles le Téméraire ;
- Pierre Gabriel de Cerjat (avt. 1680-1712), colonel de la Confédération des XIII Cantons, tué à la bataille de Villmergen à la tête du bataillon de Moudon (faction protestante, guerre du Toggenburg) ;
- Henry Andrew de Cerjat (1758-1835), baptisé à l'abbaye de Westminster[5], lieutenant-colonel du Inniskilling Dragoons (armée britannique), commanditaire du Pavillon d'Ouchy sur sa propriété de Bellerive à Lausanne (aujourd'hui siège de l'IMD) où il s'établit avec son épouse Susan de Cerjat, née Baird of Newbyth, en 1814 ;
- William Paul de Cerjat (1764-1814), Page of Honour de George III de 1776 à 1781, lieutenant-colonel et commandant du régiment des Royal Horse Guards (armée britannique) ;
- Elisabeth Jeanne de Cerjat (1769-1847)[26], philanthrope, cofondatrice de l'Asile des Aveugles avec William Haldimand et Frédéric Recordon, donne son nom à la rue Elisabeth Jeanne de Cerjat à Lausanne ;
- Charles Thomas William George de Cerjat (1821-1869), lieutenant du HMS Vernon, vaisseau amiral de la Royal Navy aux Indes orientales[27], puis du HMS Blenheim durant la guerre de Crimée, master and commander du HMS Jackal, un des premiers cuirassés à vapeur de la marine royale britannique[28] ;
- Auguste Henri Sigismond de Cerjat (1822-1900)[29], député de Lausanne (parti libéral) au Grand Conseil du canton de Vaud (trois legislatures de 1849-1853, 1866-1870 et 1870-1874)[30], fondateur du chemin de fer Lausanne-Échallens-Bercher, cofondateur de l'English Church à Lausanne, membre d'état-major et émissaire du Général Dufour lors de la prise de la ville de Fribourg en 1847 (guerre du Sonderbund)[31] ;
- William Victor de Cerjat (1823-1898), chef de corps de la cavalerie vaudoise (armée suisse)[32], commandant des compagnies de dragons lors de l'intervention fédérale dans le canton de Genève en 1864 (émeutes liées à la non-réélection de James Fazy au Conseil d'État)[33] ;
- Gaston Charles Gustave de Cerjat (1857-1935)[34], industriel, pionnier du premier réseau ferroviaire au Brésil, administrateur de la Brazil Railway Company[35], directeur de la Compagnie du Chemin de Fer São Paulo-Rio Grande[36], directeur général de la Compagnie Génerale des Chemins de Fer Brésiliens[37],[38], s'établit ensuite au château de Saint-Barthélémy (Vaud) qu'il acquiert en 1909 ;
- Charles Oscar de Cerjat (1861-1941), Officier de la Légion d'honneur[39], Grand Cordon du Médjidié[40], directeur, administrateur et membre du comité de la Banque impériale ottomane à Paris[41], directeur général à Constantinople en 1903[42], membre du Cercle de la rue Royale et du Nouveau Cercle de l'Union[43], membre de l'assemblée constitutive de la Banque de Syrie et du Liban[44], président de la Compagnie du chemin de fer Damas-Hamah[45], administrateur de la Société d'Héraclée[46] (charbon d’Anatolie) et de la Compagnie Générale du Levant[47], décédé à Lausanne ;
- Marguerite Isabelle Anna de Cerjat (1864-1957), née de Palézieux, Chevalier de la Légion d'honneur[39], présidente des œuvres de guerre Le Vêtement du Blessé et Le Village du Blessé de 1914 à 1932, membre de la Société de secours aux blessés militaires (SSBM), membre du conseil général de l'Asile des Aveugles à Lausanne à partir de 1948[2] ;
- Frederick Maximilian George de Cerjat (1870-1914), capitaine du Frontier Mounted Rifles (armée britannique) durant la Guerre des Boers puis du East African Mounted Rifles, tué à la bataille du Kilimandjaro en 1914 durant la campagne d'Afrique de l'Est[48], décoré de la Queen's South Africa Medal, de la 1914-15 Star, de la Victory Medal et de la British War Medal[49], enterré au cimetière militaire de Dar es Salam, Tanzanie[50] ;
- Charles Sigismund II de Cerjat (1895-1982), capitaine du Grenadier Guards[51], fils de Charles Rowland Wynne de Cerjat et Helen Flora, fille du 12e baronnet de Molesworth-St Aubyn, étudiant à l’université de Cambridge, engagé volontaire dans l’armée britannique en 1913, déployé en 1916 sur le front de l'Ouest[52], décoré du Silver War Badge, de la Victory Medal, de la Territorial Force War Medal et de la British War Medal[51], pasteur anglican après la guerre, membre du College of Canons de la Cathédrale d'Exeter à partir de 1965.

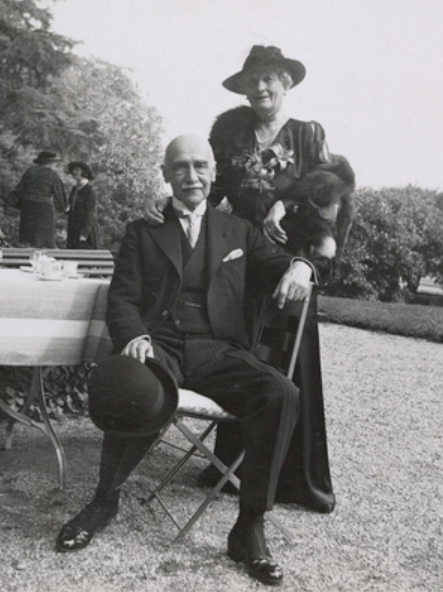
Charles et Marguerite de Cerjat (1936) Couple suisse décoré de la Légion d'honneur.
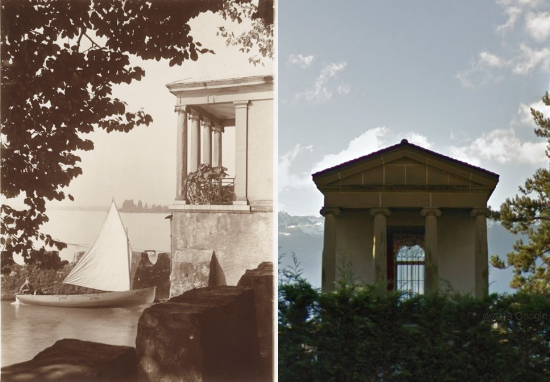
Pavillon d'Ouchy Construit à Bellerive (1813) et déplacé à Chardonne (1955).
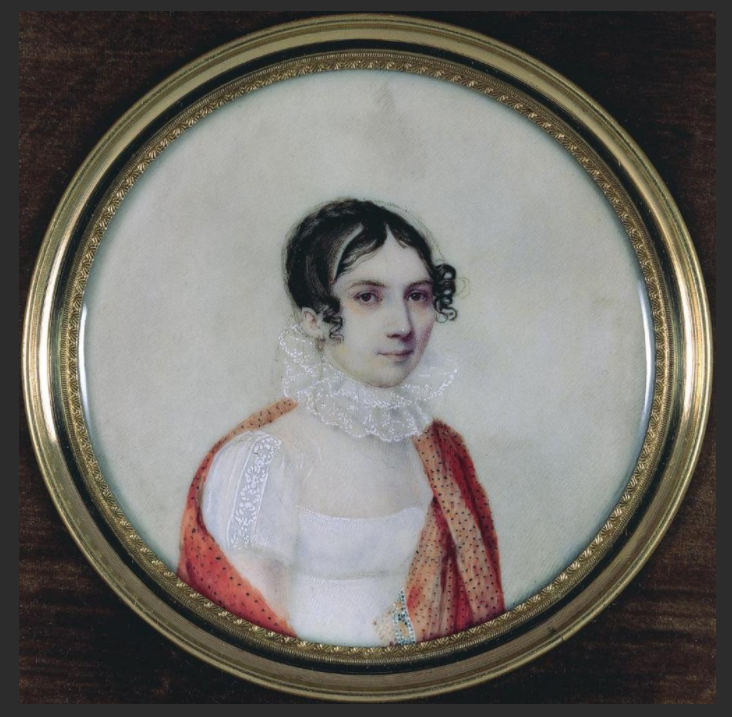
Elisabeth Jane de Cerjat (1769-1847) Fondatrice de l'Asile des Aveugles à Lausanne.
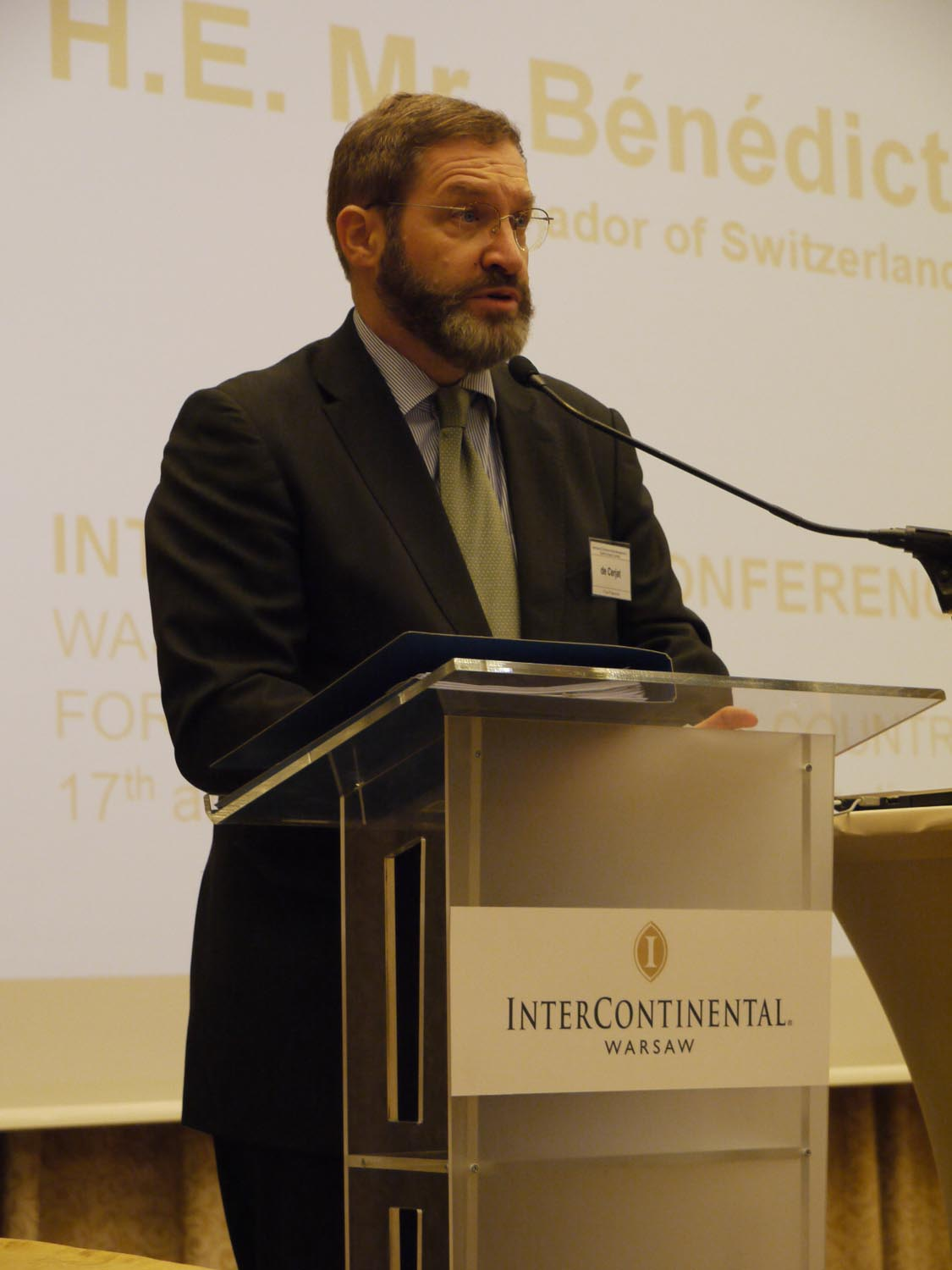
Bénédict de Cerjat Ambassadeur de Suisse.